# Tysklands Grand Prix
Tysklands Grand Prix är en deltävling i formel 1-VM som kördes i Tyskland i slutet av juli varje år. 
Tysklands Grand Prix kördes första gången 1926 på AVUS sen på Nordschleife men blev för farlig på Nordschleife så nu körs den på GP sträckan på Nürburgring och på Hockenheim. Loppet blev en deltävling i VM 1951. F1-loppen har huvudsakligen körts på Hockenheimring men har även arrangerats på Nürburgring och på AVUS i Berlin. Tysklands Grand Prix 2007 benämndes Europas Grand Prix 2007. Tysklands Grand Prix kördes från 2008 till 2013 omväxlande på Hockenheimring och Nürburgring för att sedan enbart köras på Hockenheimring. Det senaste loppet på Hockenheimring kördes 2019, detta var också det senaste loppet som kallades Tysklands Grand Prix.
I oktober 2020 kördes ett lopp i Tyskland under namnet Eifels Grand Prix 2020 på Nürburgring. 
Det är fortfarande oklart om de blir något mer race på Nürburgring eller på Hockenheimring efter 2020, inget lopp i Tyskland är planerat i F1-kalendern 2021.

## Vinnare Tysklands Grand Prix
Ljusröd bakgrund betyder att loppet inte ingick i formel 1-VM.
Ljusgul bakgrund betyder att loppet ingick i Europamästerskapet för Grand Prix-förare.
| År          | Bana                                       | Förare                                     | Konstruktör                                |
| ----------- | ------------------------------------------ | ------------------------------------------ | ------------------------------------------ |
| 2019        | Hockenheimring                             | Max Verstappen                             | Red Bull Racing-Honda                      |
| 2018        | Hockenheimring                             | Lewis Hamilton                             | Mercedes                                   |
| 2017        | Kördes ej                                  | Kördes ej                                  | Kördes ej                                  |
| 2016        | Hockenheimring                             | Lewis Hamilton                             | Mercedes                                   |
| 2015        | Kördes ej                                  | Kördes ej                                  | Kördes ej                                  |
| 2014        | Hockenheimring                             | Nico Rosberg                               | Mercedes                                   |
| 2013        | Nürburgring                                | Sebastian Vettel                           | Red Bull-Renault                           |
| 2012        | Hockenheimring                             | Fernando Alonso                            | Ferrari                                    |
| 2011        | Nürburgring                                | Lewis Hamilton                             | McLaren-Mercedes                           |
| 2010        | Hockenheimring                             | Fernando Alonso                            | Ferrari                                    |
| 2009        | Nürburgring                                | Mark Webber                                | Red Bull-Renault                           |
| 2008        | Hockenheimring                             | Lewis Hamilton                             | McLaren-Mercedes                           |
| 2007        | Loppet arrangerades som Europas Grand Prix | Loppet arrangerades som Europas Grand Prix | Loppet arrangerades som Europas Grand Prix |
| 2006        | Hockenheimring                             | Michael Schumacher                         | Ferrari                                    |
| 2005        | Hockenheimring                             | Fernando Alonso                            | Renault                                    |
| 2004        | Hockenheimring                             | Michael Schumacher                         | Ferrari                                    |
| 2003        | Hockenheimring                             | Juan Pablo Montoya                         | Williams-BMW                               |
| 2002        | Hockenheimring                             | Michael Schumacher                         | Ferrari                                    |
| 2001        | Hockenheimring                             | Ralf Schumacher                            | Williams-BMW                               |
| 2000        | Hockenheimring                             | Rubens Barrichello                         | Ferrari                                    |
| 1999        | Hockenheimring                             | Eddie Irvine                               | Ferrari                                    |
| 1998        | Hockenheimring                             | Mika Häkkinen                              | McLaren-Mercedes                           |
| 1997        | Hockenheimring                             | Gerhard Berger                             | Benetton-Renault                           |
| 1996        | Hockenheimring                             | Damon Hill                                 | Williams-Renault                           |
| 1995        | Hockenheimring                             | Michael Schumacher                         | Benetton-Renault                           |
| 1994        | Hockenheimring                             | Gerhard Berger                             | Ferrari                                    |
| 1993        | Hockenheimring                             | Alain Prost                                | Williams-Renault                           |
| 1992        | Hockenheimring                             | Nigel Mansell                              | Williams-Renault                           |
| 1991        | Hockenheimring                             | Nigel Mansell                              | Williams-Renault                           |
| 1990        | Hockenheimring                             | Ayrton Senna                               | McLaren-Honda                              |
| 1989        | Hockenheimring                             | Ayrton Senna                               | McLaren-Honda                              |
| 1988        | Hockenheimring                             | Ayrton Senna                               | McLaren-Honda                              |
| 1987        | Hockenheimring                             | Nelson Piquet                              | Williams-Honda                             |
| 1986        | Hockenheimring                             | Nelson Piquet                              | Williams-Honda                             |
| 1985        | Nürburgring                                | Michele Alboreto                           | Ferrari                                    |
| 1984        | Hockenheimring                             | Alain Prost                                | McLaren-TAG                                |
| 1983        | Hockenheimring                             | René Arnoux                                | Ferrari                                    |
| 1982        | Hockenheimring                             | Patrick Tambay                             | Ferrari                                    |
| 1981        | Hockenheimring                             | Nelson Piquet                              | Brabham-Ford                               |
| 1980        | Hockenheimring                             | Jacques Laffite                            | Ligier-Ford                                |
| 1979        | Hockenheimring                             | Alan Jones                                 | Williams-Ford                              |
| 1978        | Hockenheimring                             | Mario Andretti                             | Lotus-Ford                                 |
| 1977        | Hockenheimring                             | Niki Lauda                                 | Ferrari                                    |
| 1976        | Nürburgring                                | James Hunt                                 | McLaren-Ford                               |
| 1975        | Nürburgring                                | Carlos Reutemann                           | Brabham-Ford                               |
| 1974        | Nürburgring                                | Clay Regazzoni                             | Ferrari                                    |
| 1973        | Nürburgring                                | Jackie Stewart                             | Tyrrell-Ford                               |
| 1972        | Nürburgring                                | Jacky Ickx                                 | Ferrari                                    |
| 1971        | Nürburgring                                | Jackie Stewart                             | Tyrrell-Ford                               |
| 1970        | Hockenheimring                             | Jochen Rindt                               | Lotus-Ford                                 |
| 1969        | Nürburgring                                | Jacky Ickx                                 | Brabham-Ford                               |
| 1968        | Nürburgring                                | Jackie Stewart                             | Tyrrell                                    |
| 1967        | Nürburgring                                | Denny Hulme                                | Brabham-Repco                              |
| 1966        | Nürburgring                                | Jack Brabham                               | Brabham-Repco                              |
| 1965        | Nürburgring                                | Jim Clark                                  | Lotus-Climax                               |
| 1964        | Nürburgring                                | John Surtees                               | Ferrari                                    |
| 1963        | Nürburgring                                | John Surtees                               | Ferrari                                    |
| 1962        | Nürburgring                                | Graham Hill                                | BRM                                        |
| 1961        | Nürburgring                                | Stirling Moss                              | Lotus-Climax                               |
| 1960        | Kördes ej                                  | Kördes ej                                  | Kördes ej                                  |
| 1959        | AVUS                                       | Tony Brooks                                | Ferrari                                    |
| 1958        | Nürburgring                                | Tony Brooks                                | Vanwall                                    |
| 1957        | Nürburgring                                | Juan Manuel Fangio                         | Maserati                                   |
| 1956        | Nürburgring                                | Juan Manuel Fangio                         | Ferrari                                    |
| 1955        | Kördes ej                                  | Kördes ej                                  | Kördes ej                                  |
| 1954        | Nürburgring                                | Juan Manuel Fangio                         | Mercedes-Benz                              |
| 1953        | Nürburgring                                | Nino Farina                                | Ferrari                                    |
| 1952        | Nürburgring                                | Alberto Ascari                             | Ferrari                                    |
| 1951        | Nürburgring                                | Alberto Ascari                             | Ferrari                                    |
| 1950        | Nürburgring                                | Alberto Ascari                             | Ferrari                                    |
| 1949 - 1940 | Kördes ej                                  | Kördes ej                                  | Kördes ej                                  |
| 1939        | Nürburgring                                | Rudolf Caracciola                          | Mercedes-Benz                              |
| 1938        | Nürburgring                                | Richard Seaman                             | Mercedes-Benz                              |
| 1937        | Nürburgring                                | Rudolf Caracciola                          | Mercedes-Benz                              |
| 1936        | Nürburgring                                | Bernd Rosemeyer                            | Auto Union                                 |
| 1935        | Nürburgring                                | Tazio Nuvolari                             | Alfa Romeo                                 |
| 1934        | Nürburgring                                | Hans Stuck                                 | Auto Union                                 |
| 1933        | Kördes ej                                  | Kördes ej                                  | Kördes ej                                  |
| 1932        | Nürburgring                                | Rudolf Caracciola                          | Alfa Romeo                                 |
| 1931        | Nürburgring                                | Rudolf Caracciola                          | Mercedes-Benz                              |
| 1930        | Kördes ej                                  | Kördes ej                                  | Kördes ej                                  |
| 1929        | Nürburgring                                | Louis Chiron                               | Bugatti                                    |
| 1928        | Nürburgring                                | Rudolf Caracciola Christian Werner         | Mercedes-Benz                              |
| 1927        | Nürburgring                                | Otto Merz                                  | Mercedes-Benz                              |
| 1926        | AVUS                                       | Rudolf Caracciola                          | Mercedes-Benz                              |